# Peggy Ann Garner
Peggy Ann Garner (3 de febrero de 1932 - 16 de octubre de 1984) fue una actriz cinematográfica y teatral estadounidense. 
Una actriz infantil de éxito, Garner hizo su primer papel para el cine en 1938, y ganó el Premio Juvenil de la Academia por su trabajo en Un árbol crece en Brooklyn (1945). Actuaciones en cintas como Black Widow (1954) no consiguieron confirmarla como actriz adulta y, aunque progresó en el ámbito teatral, hizo relativamente pocas actuaciones tras dejar la infancia.

## Biografía
Nacida en Canton (Ohio), su madre la empujó a la actuación llevándola a pruebas de talento siendo Garner todavía una niña. En 1938 hizo su primera actuación cinematográfica, y en los siguientes pocos años trabajó en producciones como Jane Eyre (1944) y Las llaves del reino (1944). Alcanzó la cima de su éxito a los 13 años de edad, con la cinta A Tree Grows in Brooklyn (1945), actuación que le valió el Premio Juvenil de la Academia. 
Como otros muchos niños actores, Garner fue incapaz de hacer la transición a los papeles adultos. A partir de la década de 1950 y hasta la de 1960 fue artista invitada en diversas producciones televisivas, así como panelista regular del show de la NBC Who Said That?, trabajando junto a H. V. Kaltenborn y Boris Karloff. 
Tras finalizar su carrera en el cine, se aventuró a actuar en el teatro, medio en el cual tuvo cierto éxito. Además, y a fin de disponer de unos ingresos económicos regulares, trabajó como agente inmobiliaria y como ejecutiva de una empresa de flotas de vehículos. Su última actuación frente a las cámaras fue un pequeño papel para un telefilm de 1980.
Garner se casó con el cantante y presentador de concursos Richard Hayes, del cual se divorció en 1953. Posteriormente, el 16 de mayo de 1956, se casó con el actor Albert Salmi, divorciándose la pareja el 13 de marzo de 1963. El último matrimonio de Garner fue con Kenyon Foster Brown. Esta unión también acabó en divorcio. Tuvo una única hija, Catherine Ann Salmi, fallecida en 1995, a los 38 años de edad, a causa de una enfermedad cardiaca.
Peggy Ann Garner falleció a causa de un cáncer de páncreas en 1984 en Woodland Hills (Los Ángeles), California. Tenía 52 años de edad. Sus restos fueron incinerados, y las cenizas entregadas a los allegados.

## Filmografía
| Año  | Film                                    | Papel                       | Observaciones                               |
| ---- | --------------------------------------- | --------------------------- | ------------------------------------------- |
| 1938 | Little Miss Thoroughbred                | Huérfana rezando            | Sin créditos                                |
| 1939 | Blondie Brings Up Baby                  | Melinda Mason               |                                             |
| 1939 | In Name Only (Dos mujeres y un amor)    | Ellen Eden                  |                                             |
| 1940 | Abe Lincoln in Illinois                 | Niña pequeña (sin créditos) | Spirit of the People, título en Reino Unido |
| 1942 | The Pied Piper                          | Sheila Cavanaugh            |                                             |
| 1942 | Eagle Squadron                          | Niña                        |                                             |
| 1944 | Las llaves del reino                    | Nora, de niña               |                                             |
| 1944 | Jane Eyre                               | Jane Eyre (joven)           |                                             |
| 1945 | Nob Hill                                | Katie Flanagan              |                                             |
| 1945 | Lazos humanos                           | Francie Nolan               |                                             |
| 1945 | Como la primavera (Junior Miss)         | Judy Graves                 |                                             |
| 1946 | Home, Sweet Homicide                    | Dinah Carstairs             |                                             |
| 1947 | Daisy Kenyon                            | Rosamund O'Mara             |                                             |
| 1947 | Thunder in the Valley                   | Maggie Moore                |                                             |
| 1948 | The Sign of the Ram (El signo de Aries) | Christine St. Aubyn         |                                             |
| 1949 | The Lovable Cheat                       | Julie Mercadet              |                                             |
| 1949 | The Big Cat                             | Doris Cooper                |                                             |
| 1949 | Bomba, the Jungle Boy                   | Pat Harland                 |                                             |
| 1951 | Teresa                                  | Susan Cass                  |                                             |
| 1954 | Black Widow                             | Nancy 'Nanny' Ordway        |                                             |
| 1966 | The Cat                                 | Susan Kilby                 |                                             |
| 1978 | Un día de boda                          | Candice Rutledge            |                                             |